# Lars Elford
Lars Rolf Alfred Elford, född 20 mars 1917 i Lye, Gotlands län, död 5 december 1997 i Bromma, var en svensk direktör.

## Biografi
Elford var son till bokhandlare Alfred "Alf" Elford och Ebba Jakobsson. Han var anställd vid AB Carl Degerman i Visby 1930, försäljningschef vid AB Speceristernas varuinköp (Ica) i Visby 1944, kontorschef i Norrköping 1950, disponent i Norrköping 1953, affärschef 1955 och verkställande direktör vid AB Speceristernas varuinköp i Stockholm från 1964. Elford var verkställande direktör vid ICA Essve AB 1973–1981.
Han var styrelseledamot i Ica och samtliga av dess dotterbolag från 1964, styrelsesuppleant i AB Vägförbättringar från 1966  samt ledamot av Svenska Handelsbankens regionbanksstyrelse 1972–1981. Ett studiestipendium har inrättats i hans namn.
Elford gifte sig 1939 med Juttan Sandberg (1920–2000), dotter till slaktarmästare Martin Sandberg och Alma Olin. Han var far till Birgitta (född 1940), Lars Thomas (född 1944), Hans Martin (född 1949) och Lars Martin (född 1958). Makarna Elford är begravda på Östra kyrkogården i Visby.